# Escuela Técnica Comercial Santos Michelena
La Escuela Técnica Comercial Santos Michelena o más formalmente «Escuela Técnica Comercial Robinsoniana Santos Michelena» es un histórica institución educativa fundada como Escuela de Comercio de Caracas, durante el gobierno del general Juan Vicente Gómez en 1912. Está localizada en la Parroquia San José del Municipio Libertador al centro norte del Área metropolitana de Caracas o Distrito Metropolitano de Caracas, entre las esquinas Telares y San Rafael. Inicialmente llamada Escuela de Comercio de Caracas (1912), y luego Escuela de Comercio y Lenguas Vivas de Caracas en (1931), posteriormente Instituto de Administración Comercial y Hacienda (IACH), su epónimo actual le fue dado en honor al  político y diplomático aragüeño Santos Michelena bajo el gobierno del General Marcos Pérez Jiménez, ya que el insigne prócer se había preocupado por la educación comercial en Venezuela y también le daba nombre al pueblo natal del entonces Presidente.
Se trata de uno de los centros educativos más emblemáticos de la ciudad junto con los llamados Liceo Andrés Bello, Liceo Rafael Urdaneta, "Caracas", "Aplicación", "Gustavo Herrera" y "Fermín Toro". Ha sido sometido a varias mudanzas, sobre todo después de terminar el gobierno nacionalista.
Comenzó en una humilde casa ubicada al centro de Caracas entre las Parroquias Catedral y Candelaria; su sede más emblemática estuvo ubicada en las cercanías de "Parque Carabobo", donde funciona la "Escuela de Artes Plásticas Cristóbal Rojas", la cual contaba con amplio espacio, auditorio, múltiples salones adecuados especialmente para las asignaturas. En la sede donde funciona desde la segunda parte del siglo XX, funcionaban los "Telares de San José", y su estructura no cuenta con tan relevante arquitectura como lo tenía su sede anterior, y que aún conservan los Liceos Andrés Bello y "Fermín Toro".
Hasta la década de los años 1970 se seguía usando el uniforme de camisa color blanco y pantalón verde (en el caso de los caballeros) y blusa color blanco con jumper color verde (para las damas).

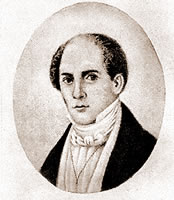
Don Santos Michelena (1797/1848).